# Маріо Теран
Маріо Теран Саласар (ісп. Mario Terán Salazar; 9 квітня 1941, Кочабамба — 10 березня 2022, Санта-Крус-де-ла-Сьєрра, Болівія) — болівійський військовослужбовець, сержант, потім унтерофіцер рейнджерського батальйону. 9 жовтня 1967 року, виконуючи наказ, розстріляв Ернесто Че Гевару.
З 2014 року обговорюються інші версії загибелі Че Гевари. Однак у більшості випадків виконавцем розстрілу, як і раніше, вважається Маріо Теран.

## Походження та служба
Народився у сім'ї кочабамбського торговця. Щодо дати народження Маріо Терана існують розбіжності, тому що 1978 року він змінив запис, виправивши 1941 рік на 1942.
Закінчив військове училище, отримав звання другого сержанта. Вступив на службу до збройних сил Болівії. Служив у підрозділі рейнджерів — 2-му батальйоні 6-ї піхотної дивізії під командуванням капітана Гарі Прадо Сальмона.

## Розстріл Че Гевари
6-а піхотна дивізія була найбоєздатнішим формуванням болівійської армії. 1967 року рейнджерів направили в район дій комуністичного партизанського загону Ернесто Че Гевари. 8 жовтня 1967 року внаслідок запеклого бою партизанський загін розгромили. Сам Че Гевара потрапив у полон і його доставили до Ла-Ігери. У групі армійського конвою перебував і сержант Теран.
Після інтенсивних, але практично безрезультатних допитів Гевари, президент Болівії Рене Барр'єнтос віддав розпорядження про ліквідацію полоненого. Кубинський політемігрант Фелікс Родрігес — співробітник ЦРУ, повноважний радник болівійської армії, який командував спецоперацією — доручив це Маріо Терану.
Другий сержант Теран намагався помститися Геварі за загиблих друзів. Однак за десять років в інтерв'ю «Paris Match» він називав цей момент «найважчим у житті» і говорив, що для пострілів він збирався з мужністю. Гевара вимовив свою знамениту передсмертну фразу, порадивши Терану заспокоїтись і краще цілитися. Стріляв Теран з самозарядного карабіна M2, випустивши дев'ять куль.

## «Прокляття» пройшло повз
Після жовтневих подій 1967 року Теран ще кілька років продовжував військову службу. Звільнився в запас в унтерофіцерському званні, що приблизно відповідає старшині. Оселився в Санта-Крус-де-ла-Сьєрра під ім'ям Педро Саласар (Саласар — дівоче прізвище матері). Отримував військову пенсію.
Спочатку Теран уникав публічності. Після загибелі кількох болівійських військових і селянина Онорато Рохаса, який інформував про пересування загону Че, виникла легенда про «прокляття Че Гевари», яке нібито наздоганяє всіх, хто причетний до його вбивства. Однак безпосереднього вбивці воно не торкнулося. Сам Теран зазначав, що смерть Че не завдала йому шкоди.
Поступово Теран перестав приховувати своє ім'я та місцеперебування, йшов на контакти з журналістами. Задля отримання пенсійної доплати у 250 болівіано (еквівалентно 36 доларам) публічно оформив відповідні документи з адресою. Відкрито проживав з сім'єю у власному будинку, захоплено займався квітникарством. З 1965 року був одружений з Хулією Перальтою Салас, мав двох синів і чотирьох дочок.

У Болівії існує асоціація ветеранів-рейнджерів, які брали участь у ліквідації Че Гевари та його загону. Колишні товариші по службі Маріо Терана підтримували з ним зв'язок і піклувалися про його безпеку.
Офіцери і солдати, які загинули в бою з партизанами, — ось справжні герої, які захищали свободу, національну гідність і незалежність Болівії. 

Генерал Раміро Валенсуела, колишній командир 6-ї дивізії
Теран з гордістю згадував про свою участь у розгромі та взятті у полон Че Гевари, якого вважав іноземним загарбником і комуністичним ворогом Болівії.

## Лікування ім'ям Че
У жовтні 2007 року, незадовго до 40-річчя загибелі Че Гевари, Маріо Теран знову привернув всесвітню увагу. З'ясувалося, що роком раніше, 2006 року, він скористався кубинською програмою безплатного офтальмологічного лікування «Мілагро». Кубинські медики, які працюють у Болівії, зробили Терану операцію з видалення катаракти.
Тепер старий може наново захоплюватися фарбами неба та лісу, радіти посмішкам онуків і дивитися футбольні матчі. Че Гевара повертається, щоб виграти іншу битву.

«Granma»
До кубинських лікарів Теран записувався під чужим ім'ям. Справжня історія стала відома з листа його сина в газету Санта-Круса "El Deber", в якому Теран-молодший висловив подяку офтальмологам, організаторам програми допомоги та персонально Фіделю Кастро. Парадоксально, що лікування Маріо Терана стало можливим завдяки політиці тісної співпраці з Кубою, яку провадила адміністрація болівійського президента-соціаліста Ево Моралеса. У кабінеті Моралеса висів портрет Че Гевари. При цьому пенсійну доплату Теран також отримав за президента Моралеса.
Проте Теран заперечував, що кубинські лікарі повернули йому зір. За його словами, операція була не такою серйозною, здатність бачити він мав і раніше.

## Нові версії
В інтерв'ю 2014 року Теран поставив під сумнів уявлення про себе як про вбивцю Че Гевари. Він повідомив, що в його підрозділі служили ще дві людини з тим самим ім'ям — Маріо Теран Ортуньо та Маріо Теран Реке. У цьому містився натяк, що ліквідацію Че міг зробити інший рейнджер. При цьому Теран жодною мірою не виражав будь-якого каяття.
2017 року президент Болівії Ево Моралес звинувачував у вбивстві Че Гевари командира рейнджерів Гарі Прадо Сальмона. Однак це вважалося не більше ніж версією — можливо, створеною для пояснення причин непритягнення Маріо Терана до суду (Прадо Сальмону висувалося й інше звинувачення, яке спрощувало покладання на нього нової відповідальності). Загальноприйнятою залишається думка, що Че Гевару вбив Маріо Теран.

## Смерть
80-річний Теран помер від зупинки серця в шпиталі Військової корпорації соціального забезпечення Санта-Крус-де-ла-Сьєрри. Подія була відзначена у світових ЗМІ як «смерть солдата, який застрелив Че Гевару» (при цьому припускалися помилки у вказівці його віку).